# Latènekultur
Den archäologischen Kulturbegriff Latènekultur, auch La-Tène-Kultur, verwendet die ur- und frühgeschichtliche Archäologie Mitteleuropas für die archäologischen Hinterlassenschaften der Kelten aus der Latènezeit.
Namengebender Fundplatz war La Tène am Neuenburgersee in der Schweiz.

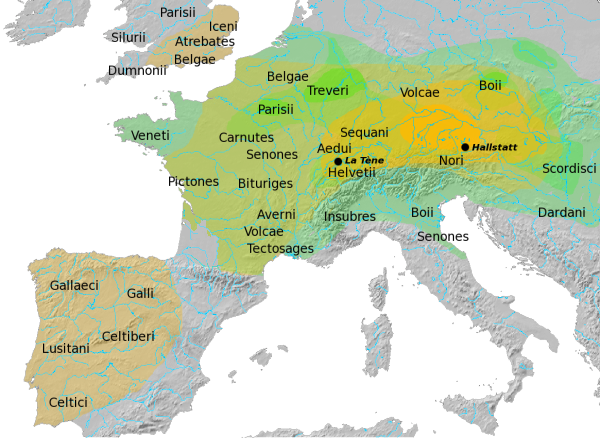
Verbreitung der Hallstatt-Kultur (gelb) und der La-Tène-Kultur (grün)

## Datierung und Verbreitung
Die Latènekultur entwickelte sich unter mediterranem Einfluss zu Beginn des 5. Jahrhunderts v. Chr. aus der nordwestalpinen Hallstattkultur zu einer eigenständigen Kunst- und Kulturform. Diese war zwischen 450 v. Chr. und 40 v. Chr. in Frankreich, der nordalpinen Schweiz, Süddeutschland bis zu den Mittelgebirgen, Österreich, der Tschechischen Republik und Teilen Ungarns verbreitet. Die Genese der Latènezivilisation vollzog sich im sogenannten „Westhallstattkreis“.
Träger der Latènekultur sind die seit dem 5. Jahrhundert v. Chr. in griechischen, später auch in römischen Quellen genannten Kelten. Zu den Besonderheiten der Kultur gehört Schmuck aus Glas, wie Glasarmringe, Fingerringe und Ringperlen.
Typische Gegenstände der Latènekultur, besonders aus Metall, und Nachahmungen wurden vielfach auch in Norddeutschland, Polen, Skandinavien, Großbritannien und bis auf den Balkan gefunden. Sie sind für die Chronologie der Eisenzeit in diesen Regionen wichtig. Deshalb wird dort ebenfalls von der Latènezeit gesprochen, obwohl die Latènekultur nicht bis in diese Regionen reichte.

## Latènekultur, Kelten und antike Überlieferung

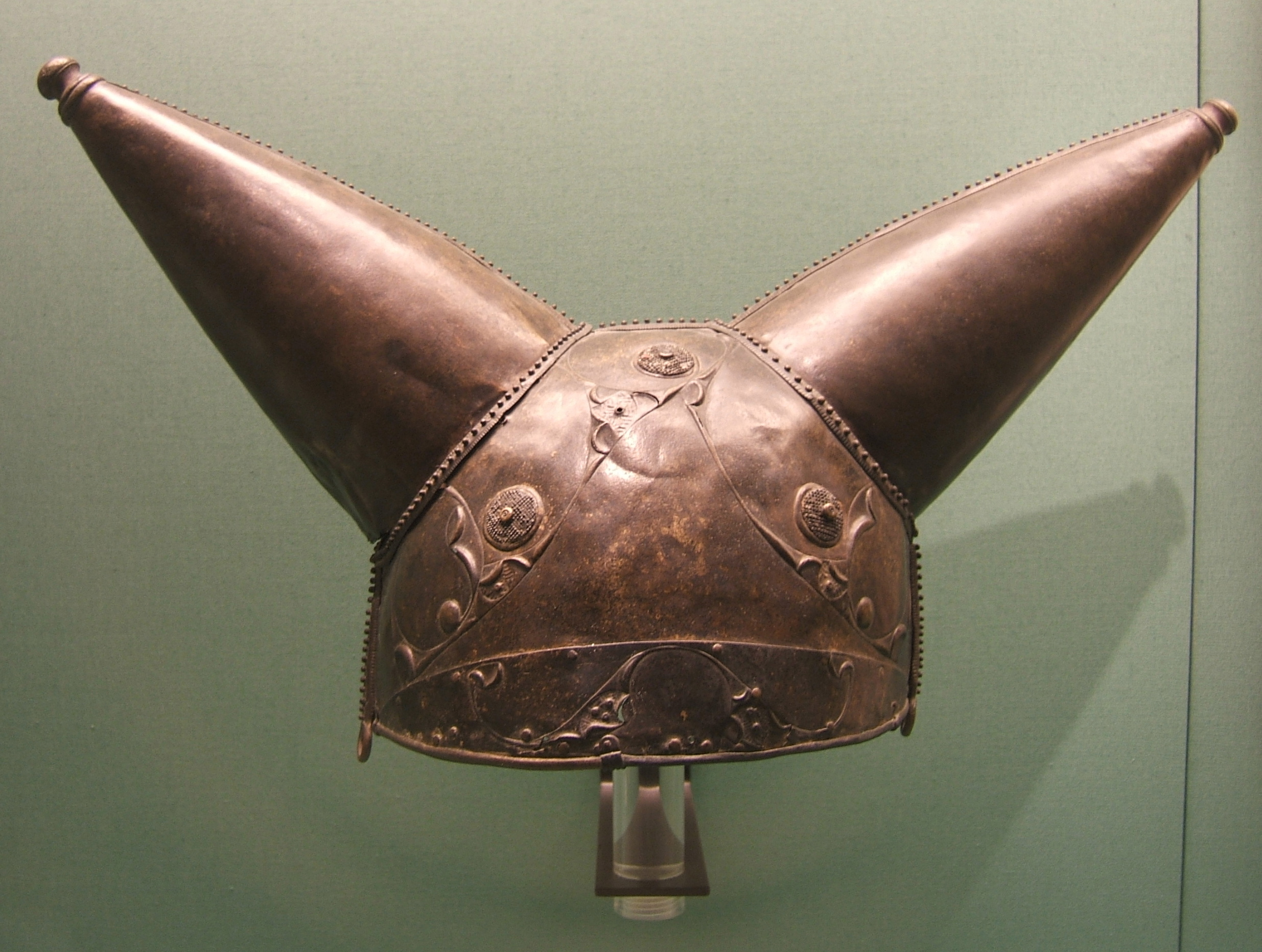
Späteisenzeitlicher Helm aus London

## Siedlungen

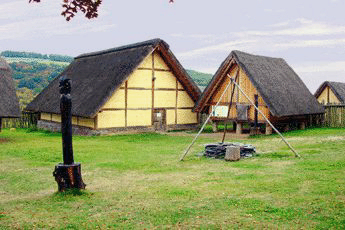
Nachbau der Siedlung Altenburg bei Bundenbach (Hunsrück)

## Kunststile

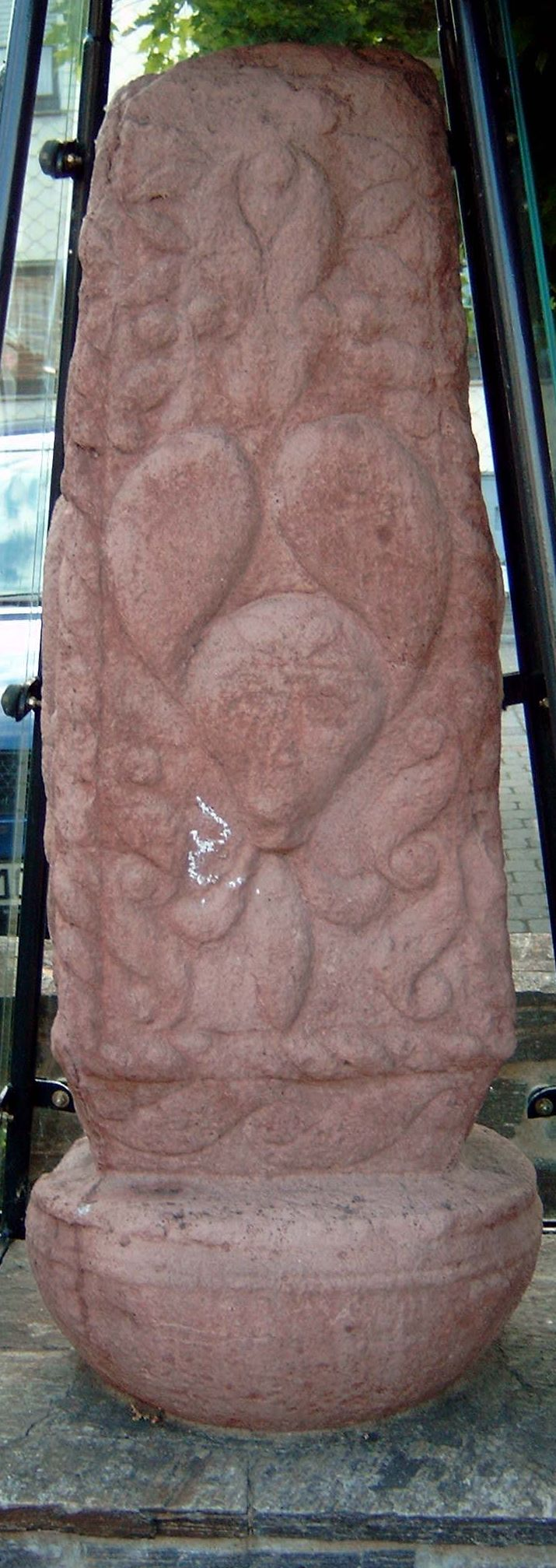
Nachbildung der Pfalzfelder Säule

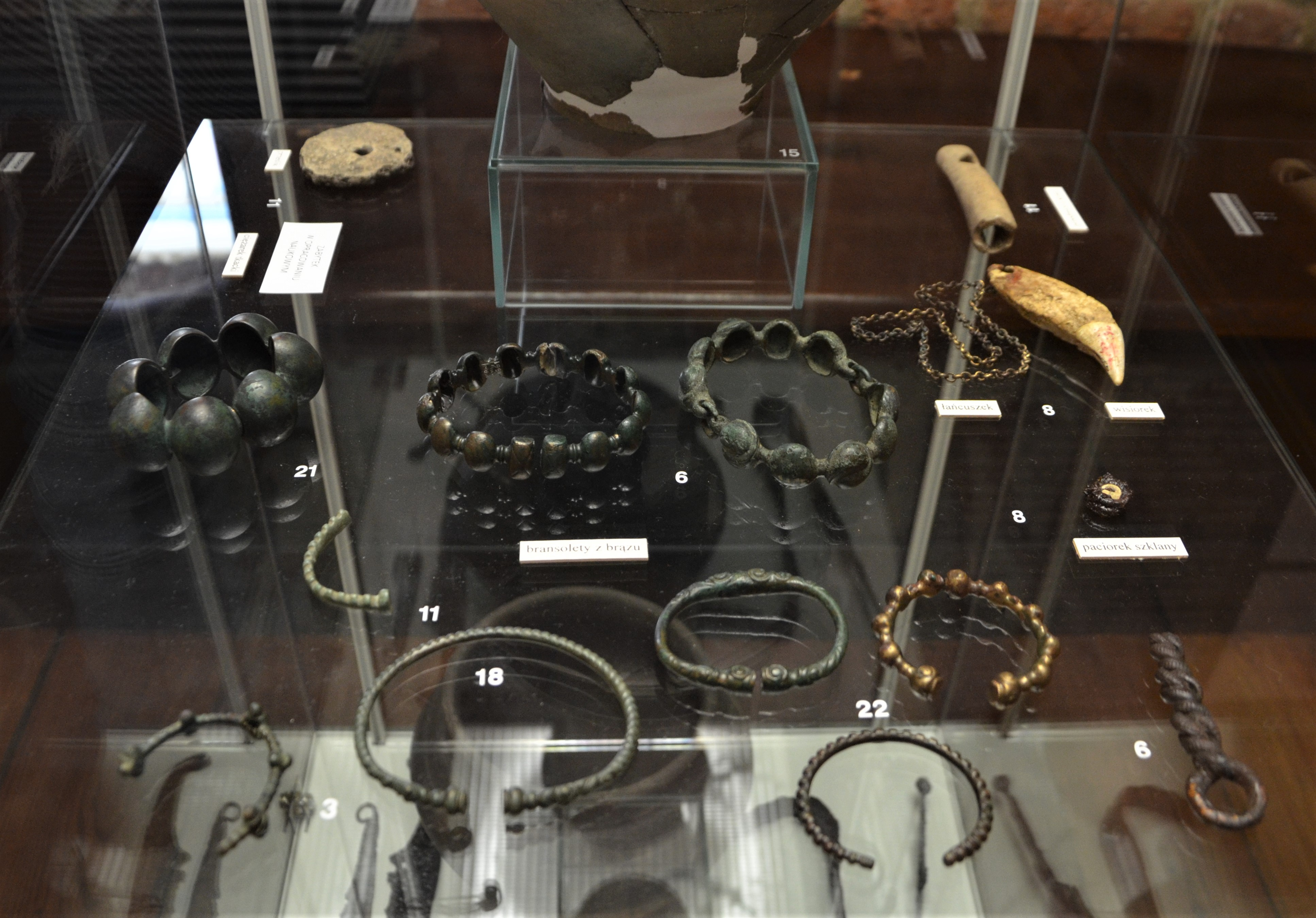
Hohlbuckelringe aus Schlesien